# Knack
Knackning (även spikning) är när bränsle/luftblandningen i periferin hos en ottomotors cylinder, så kallade endgaser, självantänder innan den av tändstiftet initierade flamfronten nått fram till dem. 

## Orsak
Självantändningen induceras av värmen från förbränningen genom så kallad pre-flame dekomposition hos endgaserna, och knackningar sker därför alltid efter det att tändstiftet antänt blandningen men innan förbränningen är avslutad. 
Pre-flame dekomposition är när bränslet och luftens syre på grund av höga temperaturer (upp till 700°C) bryts ned och bildar nya ämnen. Dessa reaktioner ger inte tillräcklig värme för att initiera en flamma men de producerar nya ämnen som kan vara känsliga för självantändning. 
När endgaserna självantänder ger detta upphov till chockvågor, vilka når hastigheter på 1000-1200 m/s. När dessa chockvågor bombarderar förbränningsrummets ytor uppstår ett knackande ljud, vilket har namngett fenomenet. Dessa chockvågor orsakar i regel tre problem:
- Det luftlager som isolerar förbränningsrummet från förbränningsvärmen bryts ned varvid värmeöverföringen ökar markant. Detta kan resultera i smältskador men också i pre-ignition, då de överhettade metallytorna kan antända bränsleluftblandningen.
- Oljefilmen som smörjer cylinderväggarna bryts ned varvid slitaget ökar.
- Laster av vibrerande typ uppstår och leds via kolven till kolvbulten där de kan få smörjningen av kolvbulten att kollapsa.

### Aspekter vid motorkonstruktion
Man kan med vissa motorsimuleringsprogram beräkna risken för knackning genom att använda Douad & Eyzats induktionskorrelation. Denna säger att knackning sker då induktionstiden överstiger flamfrontens anländningstid. Med induktionstid avses här den tid det tar för förbränningsvärmen att initiera en flamma i de nerbrutna endgaserna.
Genom att knackningen kan sägas bero på dessa två faktorer kan man lätt inse varför knackning är ett större problem på låga motorvarvtal och hos motorer med långsam förbränning - ett lågt motorvarvtal och/eller ett långsamtbrinnande bränsle ger en längre utbredningstid för flamfronten.

## Knackreglering
Moderna motorer använder idag aktiv knackreglering. Detta innebär att givare har monterats i motorblocket, som kan identifiera om knackning sker. 
Vanligen används en, två eller fler piezoelektroniska givare tillsammans med vevaxelläge och kamfas för att identifiera knackning samt vilken cylinder det är som knackar. En annan metod som har använts av främst Saab men numera också av BMW är knackdetektering genom joniseringsmätning över tändstiften. 
Om knackning detekteras minskar motorstyrningen förtändningen hos den cylinder som knackar. På detta sätt minskas flamutbredningstiden (som ju är maximalt den tid det tar för kolven att röra sig från tändpunkten till övre dödläget. Om självantändning sker efter övre dödläget inträffar ingen knackning. Om detta inte hjälper kan man gå vidare genom att använda en fetare bränsle/luftblandning (dvs sänka temperaturen i förbränningsrummet) och, i värsta fall, även begränsa luftmassan per förbränning (dvs minska tillgången på syre i endgaserna – syret är ju en förutsättning för att förbränning ska ske).
När knackningen har upphört regleras tändläge, bränsle och luftmassa tillbaka tills knackningstendenser åter detekteras.
Då motorn har ideala värden för dessa parametrar så kommer högre oktantal än rekommenderat inte att medföra någon förändring såvida inte extrema förhållanden resulterar i knackningar med rekommenderat oktantal. Däremot kan en motor med knackdetektering köras på ett lägre oktantal än rekommenderat, med ett reducerat effektuttag som följd.